# Patrick Sandell
Patrick Sandell, född 6 augusti 1969 i Motala, är en svensk bandyspelare. Sandell spelade allsvensk bandy i tre olika klubbar: IFK Motala, Vetlanda BK och Hammarby IF Bandy. Han har vunnit SM-guld med Vetlanda och kan även titulera sig trefaldig världsmästare i bandy: 1993, 1995 och 1997. Han avslutade sin karriär 2005 på grund av skada. 
Säsongen 2006/07 var han assisterande tränare i trefaldiga mästarlaget Vetlanda BK.